# Эялет Йемен
Йемен (осман. ایالت یمن, Eyālet-i Yemen‎; тур. Yemen Eyaleti) — административная единица первого уровня (эялет) Османской империи. В 1872 году большая его часть вошла в Йеменский вилайет в результате административной реформы в Османской империи.

## История

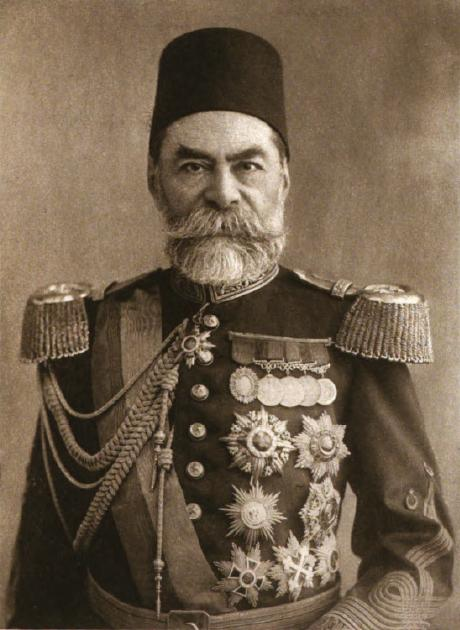
Ахмед Мухтар-паша, подавивший восстание в Йемене в 1871 году

В 1516 году египетские мамлюки захватили Йемен. Но уже в следующем году мамлюкский эмир признал себя вассалом Османской империи, а вскоре и его примеру последовал правитель Хадрамаута. Прямое правление османского султана над Йеменом было установлено в 1538 году.
К концу XVI века центральная власть в Османской империи заметно ослабла, центробежные силы находили поддержку в растущем недовольстве масс во многих уголках империи. В Йемене, как и в других аравийских землях, турецкая власть фактически пала. В то же время зейдитский имам Касим Великий (правил в 1597—1620 годах) восстал против османской власти, объявив ей «священную войну» и предприняв серию антитурецких акций. Он воспользовался междоусобицами среди османской администрации и вытеснил турок из Северного Йемена в 1613 году, а спустя четыре года взял важный город Саада и контролировал к этому времени всю территорию от неё до Саны. К 1636 году турки были полностью изгнаны из Йемена.
Более 100 лет османы безуспешно в целом ряде попыток пытались подчинить Йемен, но ко времени своего ухода из страны они контролировали лишь узкую прибрежную полосу вдоль Красного моря. К тому времени также исчезла стратегическая важность для османов обладания Йеменом из-за прекращения соперничества с португальцами в Индийском океане.
В 1849 году, воспользовавшись уходом египтян из Йемена и продолжающимися внутренними смутами в стране, в Ходейде высадился турецкий отряд во главе с бейлербеем Хиджаза, который вытеснил шерифа города Абу Ариш из занятого им ранее юга Тихамы. Имам Мухаммаед ибн Яхья сдал османам Сану и признал себя их вассалом, но вскоре вспыхнуло народное восстание, в результате чего турки отступил к побережью, а имам был казнён за измену. 
В стране продолжилась ожесточенное сражение за имамат, что приводило к росту местного сепаратизма. В то же время открытие Суэцкого канала в 1869 году позволило Османской империи установить прямое морское сообщение с Аравией. К началу 1870-х годов турки вновь начали завоевание Северного Йемена.

## Вали и бейлербеи
- Хадым Сулейман-паша (1538—1539)
- Мустафа-бей Быйыклу-оглу (1539—1540)
- Мустафа-паша ан-Нашшар (1540—1545)
- Увейс-паша (1545—1547)
- Фархад-паша
- Оздемир-паша (1549—1554)
- Мустафа-паша ан-Нашшар (1554—1555)
- Кара Шахин Мустафа-паша (1555—1560)
- Махмуд-паша (1560—1565)
- Рыдван-паша (1565—1567)
- Осман-паша Оздемироглу (1569—1573)

Бейлербеи эялета в XIX веке
- Мустафа Сабри-паша (май 1850 — март 1851)
- Мехмед Сирри-паша (март 1851 — октябрь 1851)
- Бонапарта Мустафа-паша (октябрь 1851 — май 1852)
- Кюрт Мехмед-паша (май 1852 — май 1856)
- Бабанли Ахмед-паша (в 1-й раз) (май 1856 — декабрь 1862)
- Мусуллу Али Явер-паша (декабрь 1862 — август 1864)
- Бабанли Ахмед-паша (август 1864 — февраль 1867)
- Таджирли Ахмед-паша (февраль 1867 — март 1869)
- Халепли Али-паша (март 1869 — май 1871)
- Топал Бурсали Мехмед Редиф-паша (май 1871 — август 1871)

## Административное деление
В середине XIX века эялет Йемен состоял из следующих санджаков:
1. Санджак Моха
2. Санджак Эхариш (или Абу-Ариш)
3. Санджак Массауа